# فرناندا مارتينز
فرناندا مارتينز (بالبرتغالية: Fernanda Borges‏) هي منافسة ألعاب القوى برازيلية، ولدت في 26 يوليو 1988 في سانتا كروز دو سول في البرازيل.

## وصلات خارجية
- فرناندا مارتينز على موقع الاتحاد الدولي لألعاب القوى (الإنجليزية)
- فرناندا مارتينز على موقع الدوري الماسي (الإنجليزية)
- فرناندا مارتينز على موقع أوليمبيديا (الإنجليزية)
- فرناندا مارتينز على موقع اللجنة الأولمبية البرازيلية (البرتغالية)